# ظهرة عطبة (حزم العدين)

تعديل مصدري - تعديل

ظهرة عطبة محلة تابعة لقرية تفتان، التابعة لعزلة بني اسعد بمديرية حزم العدين إحدى مديريات محافظة إب في الجمهورية اليمنية، بلغ تعداد سكانها 61 حسب تعداد اليمن لعام 2004.